# میکامو، اوکایاما
میکامو، اوکایاما (به لاتین: Mikamo) یک منطقهٔ مسکونی در ژاپن است که در ناحیه چوگوکو واقع شده‌است. میکامو ۱٬۶۶۸ نفر جمعیت دارد.